# Neanotis kwangtungensis
Neanotis kwangtungensis är en måreväxtart som först beskrevs av Elmer Drew Merrill och Franklin Post Metcalf, och fick sitt nu gällande namn av Walter Hepworth Lewis. Neanotis kwangtungensis ingår i släktet Neanotis och familjen måreväxter. Inga underarter finns listade i Catalogue of Life.